# Serra Carbonera
La Serra Carbonera és una serra dels Prepirineus situada als municipis de Camarasa i Alòs de Balaguer, a la comarca de la Noguera, amb una elevació màxima de 789 metres.

## Referències

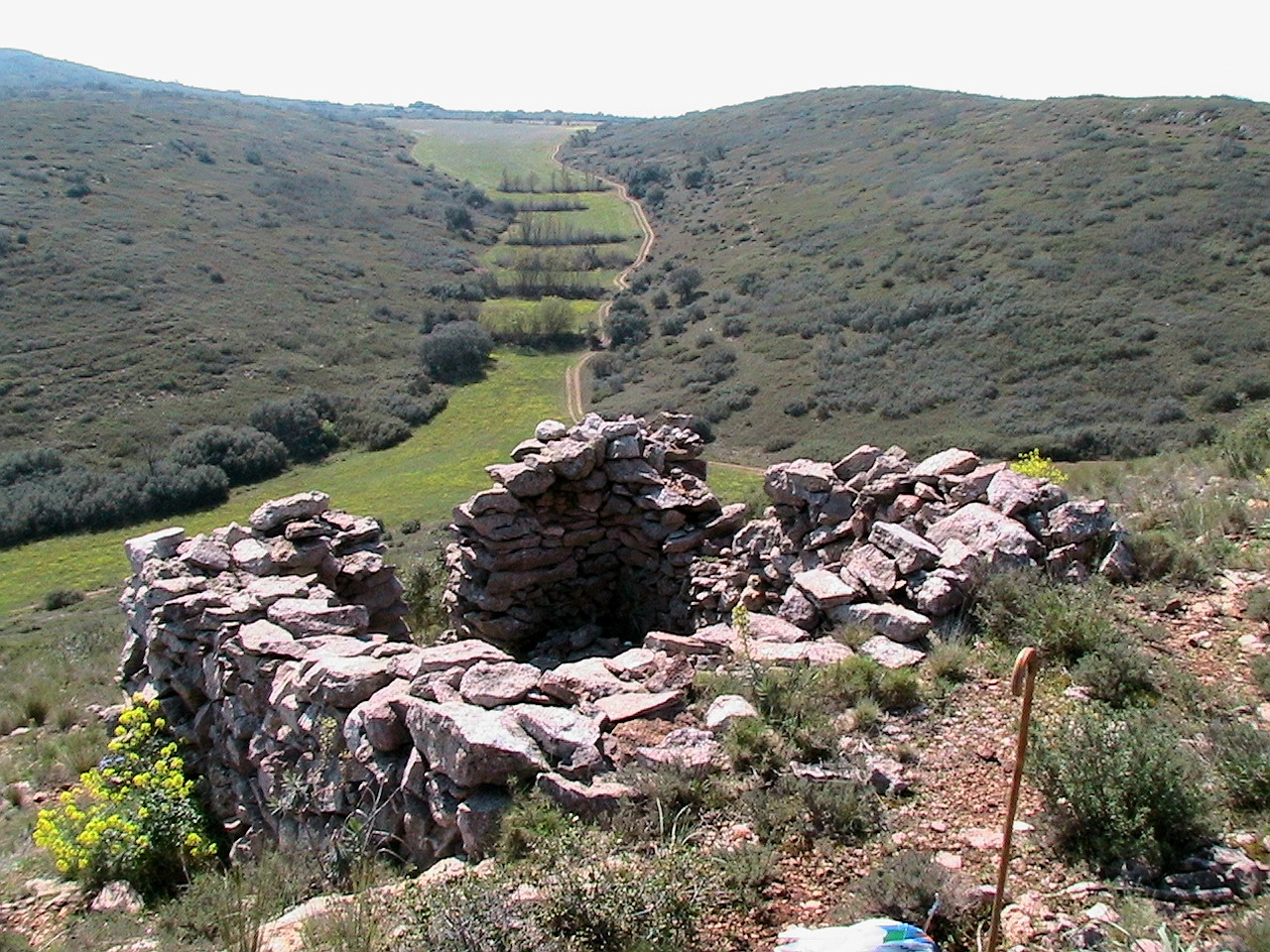
Altiplans de la Serra Carbonera des del Tossal de Sant Jordi. A primer terme, restes d'un niu de metralladores